# London Racer: Destruction Madness
London Racer: Destruction Madness — трёхмерная компьютерная игра, разработанная и выпущенная компанией Davilex в 2005 г. По жанру её можно отнести к гонкам. Действие происходит в трёх европейских странах: Великобритании, Франции и Германии. Игрок может проходить карьеру либо выбрать быструю гонку. Имеется 18 автомобилей, различающиеся по 4-м качествам (защита, мощность, атака, вес). При игре в режиме «два игрока» экран делится пополам.

## Автомобили
- Обычная городская машина: Милый миниатюрный автомобиль.
- Классическое купе: Ретро-автомобиль в стиле 70-х.
- Hot Hatch: Шустрый автомобильчик.
- GT Hatch: Мобильная ракета.
- Классический седан: Компактный, надежный и мощный.
- Родстер: Быстрый и лёгкий родстер.
- Спортивное авто: Классическая спортивный машина.
- Спортивный седан: Гроза автобанов.
- Классический «жеребец»: Настоящий стильный американец.
- Классическая «чайка»: Стильный и изящный классический автомобиль.
- Классический «суперкар»: Настоящий «суперкар».
- Экстремальное авто: Лучший внешний вид и маневренность.
- Итальянская «ракета»: Последнее слово в суперкарах,
- Серийная машина: Автомобиль с агрессивным видом и суперхарактеристиками.
- Супер-купе: Самый быстрый двухместный автомобиль.
- Супер-седан: Самый быстрый седан в городе.
- Супер-пикап: Самый быстрый пикап в городе.
- Полицейская машина: Гроза всех водителей.

## Соревнования
В игре представлены 4 типа состязаний, проходя которые игрок открывает новые автомашины и локации.
- Смертельный бой: Классический бой на выживание. Один поверженный соперник — одно очко. В режиме смертельного боя ваша цель — быть первым, кто наберет нужное количество очков за убийства. Забудьте про гонку — просто разносите оппонентов на куски! Если вас уничтожат в этом режиме, то вы восстановитесь с полным здоровьем в случайной точке на трассе или арене. Если вы будете собирать бонусы нападения и защиты, то сможете быстрее набрать нужное количество очков.
- Выживание: Ваша цель — сделать так, чтобы ваша машина осталась последней машиной на трассе, когда время закончится. Ваше здоровье постоянно уменьшается, поэтому не стойте на месте и подбирайте бонусы починки, когда их увидите. Если вам удастся уничтожить в этом режиме оппонента, то после него также останется бонус починки, так что есть большой соблазн постараться уничтожать своих врагов. Этот режим открывается в карьере.
- Разрушительные гонки: Правила гонки насмерть просты — первая машина, которая проедет нужное число кругов по трассе, побеждает. Как вы этого добьетесь — неважно; вы можете оставить всех своих оппонентов в облаке пыли, опередив их и оставаясь лидером в гонке, или просто разнести их всех на куски.
- Бей-круши: В режиме разрушения ваша цель — набирать очки за отведенное время, врезаясь в препятствия на трассе. Сбивайте фонарные столбы, дорожные знаки, ограждения и столы со стульями, чтобы набирать очки — вы можете набрать еще больше очков за несколько сбитых объектов подряд и цепные реакции. Ваши оппоненты будут заниматься тем же, чем и вы, но если вы уничтожите оппонента, то набранные им очки перейдут вам. Если у лидера намного больше очков, чем у вас, то лучше охотиться прямо на него и не отвлекаться на препятствия!

## HUD
На экране отображается следующая информация:
- текущая позиция (1-й, 2-й…)
- текущий круг/всего кругов (в гонке) или набранные очки/целевое число очков (в остальных соревнованиях)
- карта (машина игрока отмечена красным, соперники — зелёным)
- данные о машине (вес — увеличивает атаку и защиту, но ухудшает управление; мощность — от неё прямо пропорционально зависят ускорение и максимальная скорость; атака — определяет степень наносимого оппоненту ущерба при столкновении, также здесь играют роль вес и скорость; защита — уменьшает урон здоровью от врагов или больших объектов)
- спидометр
- жизнь (уровень здоровья уменьшается при столкновениях; подбирая пикапы ремонта — пополняется шкала здоровья машины)

## Бонусы
Единовременно может быть активирован только один бонус, и он будет действовать на машину в течение определенного периода времени. Единственное исключение — бонусы починки, которые вы можете подбирать так часто, как вам потребуется, даже если активен любой другой бонус. У каждого бонуса есть свои плюсы и минусы. Выбирайте на своё усмотрение.
- Ремонт: Есть два вида — легкий (добавляет немного жизни) и полный (пополняет здоровье на максимум).
- Турбина: Прибавляет двигателю пару сотен лошадиных сил. Турбина повышает мощность, увеличивая параметр ускорения и максимальную скорость.
- Молотилка: Наносит существенный урон оппонентам.
- Форсаж: Даёт реактивное ускорение.
- Акулья клетка: Защищает от атак, но увеличивает вес.
- Надувная шлюпка: Спасательный жилет для твоего автомобиля! Эффективно смягчает удары соперников и зданий.

## Советы и Подсказки
- Ты должен занимать первое место в каждом состязании, чтобы продолжить карьеру.
- Уничтожение врагов — гарантия победы.
- Подбирай пикапы с умом — ты не сможешь взять другой, пока текущий не исчезнет.
- Не отвлекайся на ремонт — он всегда доступен.
- Научись использовать ручной тормоз для объезда острых углов на высокой скорости.

## Оценки и мнения
| Русскоязычные издания | Русскоязычные издания |
| Издание               | Оценка                |
| --------------------- | --------------------- |
| «Игромания»           | 3,5/10                |